# Brantôme 81 : Vie de dames galantes
Brantôme 81 : Vie de dames galantes est un film français réalisé par José Bénazéraf en 1981.

## Fiche technique
- Réalisation : José Bénazéraf
- Scénario : Gilles Coleno et José Bénazéraf
- Musique : Léo Missir et André Borly
- Images : Alain Levent
- Cadre : José Bénazéraf
- Production : Éditions Thanatos
- Société de Distribution : LCJ Éditions et Productions
- Genre : érotique
- Durée : 123 minutes
- Date de sortie : Inédit en France
- Distribution DVD : LCJ Éditions et Productions, K FILMS

## Distribution
- Antonella Interlenghi
- Barbara Kramer
- Marcel Portier
- Jacques Bleu
- Jacques Cœur
- Valérie Kaprisky
- Nicole Ségaud